# Harat
Harāt (farsi هرات) è il capoluogo dello shahrestān di Khatam, circoscrizione Centrale, nella provincia di Yazd in Iran. Aveva, nel 2006, una popolazione di 10.795 abitanti. Si trova nella parte più meridionale della provincia. 